# Erik Granfelt
Erik Granfelt(Estocolmo, 17 de novembro de 1883 — Täby, 18 de fevereiro de 1962) foi um ginasta sueco que competiu em provas de ginástica artística.
Granfelt é o detentor de uma medalha olímpica, conquistada na edição britânica, os Jogos de Londres, em 1908. Nesta ocasião, competiu como ginasta na prova coletiva. Ao lado de outros 37 companheiros, conquistou a medalha de ouro, após superar as nações da Noruega e da Finlândia. Nos Jogos Intercalados de 1906, foi ainda medalhista de bronze na prova do cabo-de-guerra.